# Glutarato-semialdeide deidrogenasi
La glutarato-semialdeide deidrogenasi è un enzima appartenente alla classe delle ossidoreduttasi, che catalizza la seguente reazione:
glutarato semialdeide + NAD+ + H2O ⇄ glutarato + NADH + 2 H+